# Mosquée Mohamed Bachir El Ibrahimi
La Mosquée Mohamed Bachir El Ibrahimi est une mosquée située au centre-ville de Bou Saâda en Algérie, baptisé au nom d'un des fondateurs de l'Association des oulémas musulmans algériens à savoir Mohamed Bachir El Ibrahimi. Elle fut construite en 1973, dans un style inspiré de la mosquée Ayasofya à Istanbul.

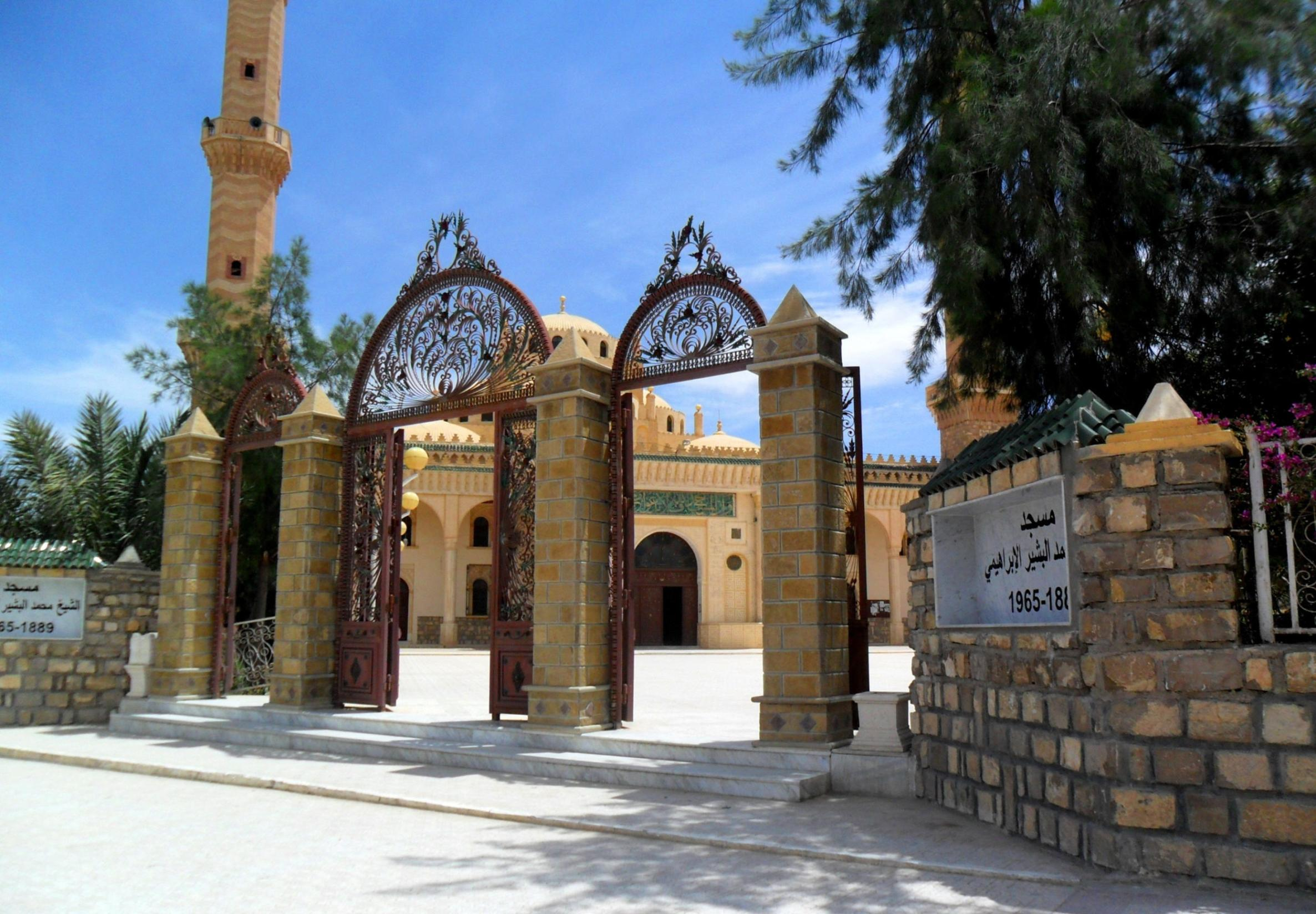
L'entrée principale de la mosquée

## Historique

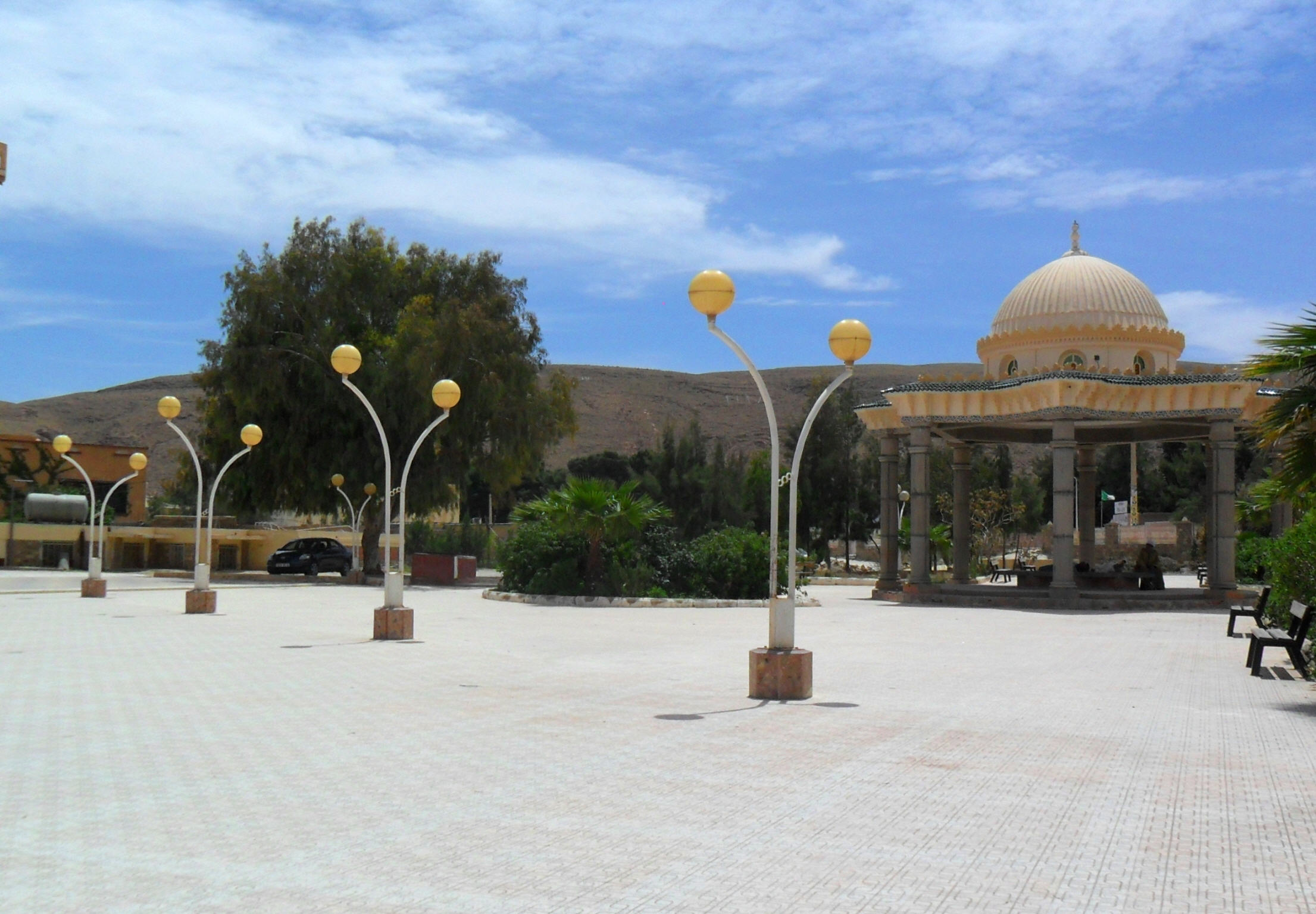
Esplanade de la mosquée

## Architecture
La mosquée est l’œuvre architecturale de l'artisan maçon Hadj Messaoud Al-Qualaiti (Ibn Zeyan) (1916-2002). Elle fut imaginée par ce dernier à partir d'une série de photos de la mosquée Ayasofia et sur lesquelles il s'est basé pour établir le plan architectural. Elle reprend certains éléments architecturaux byzantins de la mosquée Ayasofya en Turquie avec une architecture islamique traditionnelle. Elle est flanquée de deux minarets aux angles de sa façade principale. La salle de prière est surmontée d'un ensemble de coupoles et de demi-dômes.